# Maria Musielak
Maria Musielak (ur. 21 czerwca 1954 w Poznaniu) – polska historyk, doktor habilitowana nauk humanistycznych. Specjalizuje się w historii starożytnej Grecji. Profesor nadzwyczajny w Instytucie Historii Uniwersytetu im. Adama Mickiewicza w Poznaniu, gdzie pracuje w Zakładzie Historii Społeczeństw Antycznych. Od 1 września 2012 do 31 sierpnia 2017 kierownik tego Zakładu.

## Życiorys

### Kariera naukowa
Stopień doktorski uzyskała w 1985 na podstawie pracy pt. Miasto-państwo Delfy w IV w. p.n.e. Studium z dziejów społeczeństwa greckiego  (promotorem była prof. Julia Zabłocka). Habilitowała się w 2004 na podstawie oceny dorobku naukowego i rozprawy pt. Społeczeństwo greckich miast zachodnich wybrzeży Morza Czarnego.

### Działalność naukowa
Stypendystka Uniwersytetu we Fryburgu w Szwajcarii (1991), Uniwersytetu w Tesalonikach w Grecji (1993), La Foundation Hardt w Genewie (1996), Fundacji Lanckorońskich z Brzezia (Rzym - 1998). 
Zdobyła doświadczenie archeologiczne jako członek (1991) Ekspedycji Archeologicznej UAM w Novae w Bułgarii (1984). 
Uczestnik  konferencji naukowych, w większości z referatami: Fryburg (Szwajcaria 1991), Poznań (1992, 1993, 1994), Konstanta (Rumunia 1994), Kicin k. Poznania (1995), Katowice (1995), Rzeszów (2000), Poznań (2002), Wrocław (2005), Poznań (2007), Toruń (2007) oraz sympozjów dwustronnych Poznań - Strasbourg, (1994; 1998), Poznań - Freiburg (1995).   
Od 1997 współredaktor serii Xenia Posnaniensia, series altera. Wykłady gościnne w Zakładzie Histotii Społeczeństw Antycznych oraz Fontes Historiae Antiquae. Zeszyty Źródłowe Zakładu Historii Społeczeństw Antycznych. 
W roku 1990 została wyróżniona nagrodą Ministra Edukacji Narodowej, indywidualną stopnia trzeciego. W latach 1983, 1988, 1991 otrzymała nagrody rektora Uniwersytetu im. Adama Mickiewicza w Poznaniu.

## Wypromowane przewody doktorskie
- Piotr Jagła, Religia w polityce Filipa II Macedońskiego (2016)[3]

## Publikacje

### Książki
1. Miasto-państwo Delfy w IV w. p.n.e., Poznań 1989.
2. Społeczeństwo greckich miast zachodnich wybrzeży Morza Czarnego, Poznań 2003.

### Artykuły
1. Trajan jako uosobienie ideału obywatela i władcy w świetle propagandy politycznej swoich czasów, Eos 67, 1979, s. 119-130.
2. Rola Delfijczyków, Amfiktionów, Hellenów w budowie świątyni Apollina Pytyjskiego, Eos 71, 1983, s. 309-316.
3. Wyrocznie pytyjskie a autorytet delfickiego sanktuarium Apollina w świecie greckim, Eos 72, 1984, s. 285-293.
4. Wejście Delfijczyków do Amfiktionii Delfickiej na tle przemian politycznych IV w. p.n.e., Balcanica Posnaniensia. Acta et studia 3, 1984, s. 121-126.
5. Delfîn polite...a, [w:] Aristote et Athènes. Aristoteles and Athens. (Actes de la table ronde Centenaire de l' 'Aqhna...wn Polite...a, Fribourg (Suisse) 23-25 mai 1991. Études rassemblées par M. Piérart. Paris 1993, s. 303-310.
6. Histria, Tomis und Kallatis: Möglichkeiten der prosopographischen Forschung: Kataloge, [w:] Prosopographica, ed. L. Mrozewicz, K. Ilski, Poznań 1993, s. 97-109.
7. Prosopographia Histriaca im 2. Jh.: Artemidoros, der Sohn des Herodoros und M. Ulpius Artemidoros, der Pontarch, [w:] Prosopographica, ed. L. Mrozewicz, K. Ilski, Poznań 1993, s. 109-114.
8. Pontarchowie [w:] Studia Moesiaca, ed. L. Mrozewicz, K. Ilski, Poznań 1994, s.103-106.
9. Obywatele rzymscy w miastach greckich Dobrudży: Histria i Tomis, Studia Moesiaca II, red. L. Mrozewicz, K. Ilski, Poznań 1994, s. 69-78.
10. Prîtoj pont£rchj, Pontica 1992 (1995), s. 91-95.
11. Les inscriptions, média de civilisation grecque [w:] "Le rôle des médias à travers l'histoire". Actes du VIIIe Colloque Poznań - Strasbourg, 12-14 mai 1994. Textes réunis et publiés par M. Serwański, Poznań 1995, s. 27-32.
12. Ier Colloque International "L'Archéologie de la Mer Noire" (Konstanta, 21-24 kwietnia 1994) [w:] Balcanica Posnaniensia. Acta et studia, 7, 1995, s. 375-6.
13. L'Oracle d'Apollon à Delphes comme le centre qui manipulait les Grecs dans les travaux historiques polonais en XIX et XX siècles [w:] L'Image de l'antiquité chez les auteurs postérieurs, red. Ignacy Lewandowski, Leszek Mrozewicz, Poznań 1996, s. 1391-146.
14. Ludność miast greckich w I w przed Chr. - I w. po Chr., [w:] Scripta minora 3, Aetas Imperatoria, ed. L. Mrozewicz, K. Ilski, Poznań 1999, s. 9-107.
15. Les grand héros de la Grèce au IVe siècle, [w:] Les grands hommes des autres, Actes du Xe Colloque Poznań - Strasbourg des 4-6 nevembre 1998, Poznań 2000, s. 19-31.
16. Wojna fokejska (356-346) - ideologia i propaganda, [w:] Ideologia i propaganda w starożytności. Materiały konferencji Komisji Starożytnej PTH. Rzeszów 12-14 września 2000, Rzeszów 2004.
17. Grecy i barbarzyńcy na peryferiach świata antycznego (zachodnie wybrzeża Morza Czarnego), [w:] Materiały konferencji Komisji Starożytnej PTH. Wrocław 21-23 września 2005, Wrocław 2007, s. 559-571.
18. Filip II w Bibliotece Historycznej Diodora, [w:] Diodor Sycylijski, Dzieje Filipa Macedońskiego (Biblioteka Historyczna XVI), redakcja naukowa Sylwester Dworacki, przekład Tomasz Polański, wprowadzenie Maria Musielak, komentarz Leszek Mrozewicz (Fontes Historiae Antiquae XXVI), Poznań 2013, s. 7-14.